# Кнут Велики
Кнут Велики (994/995—12. новембар 1035) је био краљ Енглеске (1014—1035), краљ Данске (1016—1035), краљ Норвешке (1028—1035) и гувернер Шлесвига и Помераније.

## Са оцем учествује у инвазији и освајању Енглеске
Отац му је био краљ Данске Свен Рашљобради, а мајка је била ћерка од пољског кнеза Мјешка I.
Имао је мање од двадесет година када је пратио свог оца Свена Рашљобрадог у инвазији Енглеске 1013. године. Док је краљ Свен Рашљобради освајао и освојио Енглеску, Кнут Велики је командовао остатком војске у Гејнбороу.

## Након издаје повлачи се у Данску
Након нагле смрти краља Свена Рашљобрадог фебруара 1014, данска војска проглашава Кнута Великог краљем. Међутим племићка скупштина одбија да га прихвати и уместо тога гласају за пораженог краља Етелреда II, који је био у Нормандији. 
Етелред II је сакупио војску, која је присилила Кнута Великог да одједри натраг у Данску са остатком војске. При повратку је Кнут Велики мучио таоце, које је његов отац прикупио од локалног племства као гаранцију, да га племство неће издати. Мучењем талаца Кнут Велики је послао снажну поруку свим вероломним.

## У Данској тражи да влада заједно са братом
Старији брат Кнута Великог, Харалд II постао је краљ Данске 1014. године. Кнут је тражио да заједно деле трон, што је Харалд одбио, али обећао ће Кнуту помоћи у освајању Енглеске, ако не буде више полагао права на дански трон. Кнут је пристао, а заправо је чекао свој тренутак након освајања Енглеске.

## Освајање Енглеске
Кнут Велики је кренуо љета 1015. са великом војском од 10.000 људи на Енглеску. Придружује му се део Норвежана, Данаца и плаћеници. Искрцали су се у Весексу, који су брзо заузели. Са својом флотом је априла 1016. допловио Темзом и започео је опсаду Лондона. Енглески краљ Етелред II је умро током опсаде, а нови краљ је постао Едмунд II. Едмунд II је напустио Лондон са намером да скупи војску, која би ослободила Лондон опсаде.
Кнут Велики га је пресрео и поразио. Едмунд II и Кнут Велики су се договорили да поделе краљевство, али рана Едмундова смрт новембра 1016. оставља цело краљевство у рукама Кнута Великога. Проглашен је краљем јануара 1017. године.
Да би спречио будуће нападе из Нормандије од стране Едварда Исповедника и да би се повезао са свргнутом енглеском краљевском линијом, Кнут се жени са Етелредовом удовицом.

## Краљ Енглеске
Као краљ Енглеске комбиновао је енглеске и данске институције и особље. Мучење талаца које је извео 1014. није уопште било карактеристично за његову власт. Поделио је земљу 1017. на четири велике грофовије: Весекс, Мерсија, Источна Англија и Нортумбрија. Задњи данак (дански данак - Данегелд) је плаћен 1018. године. Осећао се сигурним и послао је инвазиону флоту натраг у Данску.
Вратио је пређашње законе и реформисао их. Иницирао је мноштво нових закона и прокламација. Створио је нови ковани новац, који је био исте тежине, као онај у употреби у Данској и Скандинавији. Тиме је битно унапредио трговину Енглеске, чија економија је била у паду због раздобља нереда.

## Краљ Данске и Норвешке
Наследио је свог брата 1018. (или 1019) као краљ Данске, а свог рођака Улфа Јарла је поставио да влада у његово име Данском. Одсуство краља Данске користе шведски и норвешки краљ па нападају Данску. Улф Јарл се такође показао нелојалним. Био је старатељ Хардекнута, сина Кнута Великог. Пошто је Кнут стално био одсутан Улф Јарл је наговорио Данце да изгласају да је Хардекнут краљ, а то заправо значи да је Улф Јарл de facto краљ. Улф Јарл помаже Кнуту Великом да поразе Швеђане и Норвежане.
Кнут Велики није могао опростити Улфу Јарлу нелојалност, па га наводно убија на Божић 1026. године.
Помоћу флоте од 50 бродова из Енглеске, Кнут Велики је 1028. освојио Норвешку. Службено је крунисан на сабору у Трондхајму. Његова титула је постала "Краљ целе Енглеске, Данске, Норвешке и дела Шведске". Његов покушај владања Норвешком помоћу конкубине и сина завршио је побуном и поновном успоставом пријашње норвешке династије.
Немачки краљ и цар Конрад II био је у пријатељским односима са Кнутом Великим. Конрадов млађи син Хенрик III, цар Светог римског царства се оженио Кнутовом ћерком, а цар Конрад II је дао Кнуту Великом Шлесвиг и Померанију на управљање. Померанија је можда била Кнутов феуд, јер је Болеслав Храбри послао своју војску да помогне Кнуту у освајању Енглеске.

## Односи са црквом
Тешко је закључити да ли је Кнут Велики био заиста привржен цркви због дубоко религиозних осећаја или му је то било пуко средство у остваривању политичке моћи. Кнут је био хришћански монарх, али његова војска која је освајала Енглеску била је углавном паганска, тако да је био толерантан према паганима.
Поправио је и обештетио све цркве и манастире, које је његова паганска војска опљачкала. Основао је и бројне нове цркве и предао је бројне дарове и реликвије цркви.
Сматрали су га мудрим и успешним владарем Енглеске. Пошто су историју тада писали углавном људи из цркве или монаси, то би могла бити искривљена слика због његових заслуга за цркву. Ипак донео је Енглеској две деценије мира и просперитета.

## Породично стабло
|  |                       |  |  |  |  |  |  |  |  |  |  |  |  |  |  |  |
|  | 8. Горм Стари         |  |  |  |  |  |  |  |  |  |  |  |  |  |  |  |
|  |                       |  |  |  |  |  |  |  |  |  |  |  |  |  |  |  |
|  |                       |  |  |  |  |  |  |  |  |  |  |  |  |  |  |  |
|  | 4. Харалд Плавозуби   |  |  |  |  |  |  |  |  |  |  |  |  |  |  |  |
|  |                       |  |  |  |  |  |  |  |  |  |  |  |  |  |  |  |
|  |                       |  |  |  |  |  |  |  |  |  |  |  |  |  |  |  |
|  | 9. Тира Данска        |  |  |  |  |  |  |  |  |  |  |  |  |  |  |  |
|  |                       |  |  |  |  |  |  |  |  |  |  |  |  |  |  |  |
|  |                       |  |  |  |  |  |  |  |  |  |  |  |  |  |  |  |
|  | 2. Свен I Рашљобради  |  |  |  |  |  |  |  |  |  |  |  |  |  |  |  |
|  |                       |  |  |  |  |  |  |  |  |  |  |  |  |  |  |  |
|  |                       |  |  |  |  |  |  |  |  |  |  |  |  |  |  |  |
|  | 5. Gyrid of Sweden    |  |  |  |  |  |  |  |  |  |  |  |  |  |  |  |
|  |                       |  |  |  |  |  |  |  |  |  |  |  |  |  |  |  |
|  |                       |  |  |  |  |  |  |  |  |  |  |  |  |  |  |  |
|  | 1. Кнут Велики        |  |  |  |  |  |  |  |  |  |  |  |  |  |  |  |
|  |                       |  |  |  |  |  |  |  |  |  |  |  |  |  |  |  |
|  |                       |  |  |  |  |  |  |  |  |  |  |  |  |  |  |  |
|  | 3. Sigrid the Haughty |  |  |  |  |  |  |  |  |  |  |  |  |  |  |  |
|  |                       |  |  |  |  |  |  |  |  |  |  |  |  |  |  |  |
|  |                       |  |  |  |  |  |  |  |  |  |  |  |  |  |  |  |